# زولوتاروفو (زاكارباتسكا)
زولوتاروفو (Золотарьово) هي مدينة في مقاطعة زاكارباتسكا في أوكرانيا. يبلغ عدد سكانها حوالي 4171 نسمة.